# 2019年FIBAバスケットボール・ワールドカップ日本代表
2019年FIBAバスケットボール・ワールドカップ日本代表（2019ねんFIBAバスケットボールワールドカップにほんだいひょう）は、2019年FIBAバスケットボール・ワールドカップに出場したバスケットボール男子日本代表である。
2020年東京オリンピック開催国である日本はFIBAより開催国枠獲得の条件として本大会出場が課された中、アジア予選を勝ち抜き、2006年日本大会以来13年ぶり、自力での出場権獲得は1998年大会以来21年ぶりとなった。
大会は1次ラウンドを3戦全敗で終え、17－32位順位決定ラウンドに回ったが、2人の負傷欠場も響き5戦全敗で大会を終えた。

## スタッフ
- ヘッドコーチ：フリオ・ラマス
- アシスタントコーチ：エルマン・マンドーレ
- アシスタントコーチ：佐古賢一
- サポートコーチ兼通訳：藤田弘輝
- サポートコーチ兼通訳：森高大
- パフォーマンスコーチ：佐藤晃一
- S&Cコーチ：阿部勝彦

## 選手
| No. | 氏名                   | P  | 身長/体重 | 生年月日   | 所属                           | 備考       |
| --- | ---------------------- | -- | --------- | ---------- | ------------------------------ | ---------- |
| 3   | 安藤誓哉               | PG | 183/80    | 1992/7/15  | アルバルク東京                 |            |
| 6   | 比江島慎               | SG | 193/88    | 1990/8/11  | 宇都宮ブレックス               |            |
| 7   | 篠山竜青               | PG | 180/78    | 1988/7/20  | 川崎ブレイブサンダース         |            |
| 8   | 八村塁                 | SF | 205/102   | 1998/2/8   | ワシントン・ウィザーズ         |            |
| 10  | 竹内公輔               | PF | 209/100   | 1985/1/29  | 宇都宮ブレックス               |            |
| 12  | 渡邊雄太               | SF | 208/93    | 1994/10/13 | メンフィス・グリズリーズ       |            |
| 13  | 安藤周人               | SG | 192/89    | 1994/6/13  | 名古屋ダイヤモンドドルフィンズ |            |
| 15  | 竹内譲次               | PF | 209/98    | 1985/1/29  | アルバルク東京                 |            |
| 18  | 馬場雄大               | SF | 198/90    | 1995/11/7  | アルバルク東京                 |            |
| 22  | ファジーカスニック     | C  | 211/111   | 1985/6/17  | 川崎ブレイブサンダース         | 帰化選手枠 |
| 24  | 田中大貴               | SG | 194/93    | 1991/9/3   | アルバルク東京                 |            |
| 32  | シェーファーアヴィ幸樹 | C  | 208/107   | 1998/1/28  | 滋賀レイクスターズ             |            |